# Alejandro Agustín Lanusse
Alejandro Agustín Lanusse Gelly (Buenos Aires, 28 agosto 1918 – Buenos Aires, 26 agosto 1996) è stato un generale e politico argentino.

## Biografia
Generale dell'esercito, nel 1962 aveva comandato la prima divisione corazzata. Decisamente anti-peronista, fu a favore del colpo di stato del generale Juan Carlos Onganía contro il presidente Arturo Umberto Illia, svolto il 28 giugno 1966, che fu chiamato Rivoluzione Argentina.
Nominato comandante in capo dell'esercito argentino nel 1968, nel giugno 1970 promosse un colpo di stato interno alle forze armate che rovesciò Onganía.
Infine il 22 marzo 1971 assunse direttamente il potere, come presidente dell'Argentina "de facto", a capo di una giunta militare che governò il Paese fino al 25 maggio 1973, portandolo alle elezioni presidenziali del marzo 1973. Revocò l'esilio, che durava dal 1955, di Peron, il quale fu rieletto presidente nel settembre 1973.